# 佐藤大佑
佐藤 大佑（さとう だいすけ、1990年（平成2年）7月31日 - ）は、千葉県出身の競艇選手。八千代松陰高校卒業。身長164cm。
登録番号4610。血液型A型。106期。東京支部所属。同期に、荒井翔伍、岩瀬裕亮、今井美亜らがいる。
師匠は同県同支部の作間章。

## 来歴
- 2010年5月11日、平和島競艇場でのミニボートピア黒石開設１周年記念競走(一般戦)でデビュー(6着)。
- 2010年11月26日、江戸川競艇場の第34回デイリースポーツ杯で水神祭を飾る(5コース・決まり手はまくり差し)。
- 2015年11月、下関競艇場で行われた下関市議会議長杯争奪クリスタルカップで初優出(3コース・4着)。
- 2016年4月、びわこ競艇場で行われたルーキーシリーズで初優勝(2コース・決まり手はまくり)。
- 2018年9月19日、浜名湖競艇場で開催されたヤングダービーの初日７R、４号艇でまくり差しを決めて、G1初勝利を飾る[1]。

## 人物・エピソード
- 師匠は石渡鉄兵でペラグループはTASKに所属。
- 父親はS級でも活躍した、元競輪選手の佐藤晃三（2012年11月20日引退）。
- 高校時代、父親に「ボートをやれ」と薦められ、実際にレースを見て興味を持ち、自らの意思としてもボートレーサーになることを決意。[2]
- 幼稚園の頃に出演したオーディション番組『輝く日本の星!』（TBS系）の「次代の池谷幸雄をつくる」（1996年5月22日、29日、6月5日放送）の回では優勝している。
- 学生時代は野球部に所属。